# 町英和
町 英和（まち ひでかず）は、日本のバリトン歌手。

## 経歴
鹿児島県大島郡与論町出身。国立音楽大学音楽学部声楽科卒業。同大学院音楽研究科声楽専攻を首席で終了。新国立劇場オペラ研究所第6期終了。文化庁新進芸術家海外研修員としてボローニャ、(財)ローム ミュージックファンデーションの助成を受けミュンヘンに留学。2006年兵庫県立芸術文化センター、蝶々夫人、サイトウキネンフェスティバル松本2010サロメなど内外の公演で活躍している。

## 出演
- 2012年2月 沈黙 新国立劇場（指揮：下野竜也）シャルローネ役
- 2012年4月 モーツァルト:ドンジョヴァンニ(指揮：石坂宏) マゼット役
- 2012年11月 J.シュトラウスⅡ：オペレッタこうもり フランク役
- 2012年12月 フランスオペラへの誘い：レクチャーコンサート 日本財団ビルのバウルーム
- 2013年7月 佐渡裕プロデュースオペラ ロッシーニ：『セビリアの理髪師』（指揮：佐渡裕）